# CL (cântăreață)
Lee Chae-rin (n. 26 februarie 1991, Seul, Coreea de Sud), cunoscută sub numele de scenă CL, este o cântăreață, compozitoare și rapperiță sud coreeană. CL s-a antrenat în compania JYP Entertainment înainte de a se alătura companiei YG Entertainment și a fost o membră a trupei 2NE1 până la desființarea acesteia în 2016.

## Biografie

### Copilăria
Lee Chae-rin s-a născut pe 26 februarie 1991 în Seul, Coreea de Sud. Datorită profesiei tatălui ei, a fost nevoită să își petreacă copilăria mutându-se în diferite țări: Japonia, Franța și Statele Unite ale Americii. Ca urmare, pe lângă limba nativă, Chae-rin este fluentă și în japoneză, franceză și engleză.
Provine dintr-o familie înstărită, tatăl fiind profesor de fizică. Una dintre mătuși este judecătoare, în timp ce alta deține o galerie de artă, iar unul dintre bunici este CEO-ul unei companii și celălalt a fost fizician ca și tatăl acesteia.
Datorită mediului familial, a avut de mică o afinitate pentru arte. Chae-rin a afirmat că dacă cariera ei muzicală nu ar fi avut succes, atunci ar fi devenit o artistă. Câteva dintre piesele ei de artă pot fi văzute în videoclipul muzical al piesei "Go Away" (versiunea în japoneză).
Călătoria ei în lumea muzicală a început tot de mică deoarece tatăl ei a încurajat-o să asculte o varietate mare de genuri. Printre idolii ei muzicali se numără vedeta pop Madonna, legenda rock Queen, artista neo-soul Erykah Badu și cântăreața de muzică hip hop, R&B și soul, Lauryn Hill.
În jurul vârstei de 8 ani s-a reîntors în Seul unde și-a continuat studiile ca elevă în școala primară. Tot în Seul a început să ia parte la o școală de dans unde se antrenau și alte viitoare vedete ale k-pop-ului precum Hyuna din 4Minute, Sunye din Wonder Girls și Zinger din Secret. Mai târziu s-a mutat la o școală de dans ce făcea parte din compania JYP Entertainment. Pe lângă acestea două, a mai luat parte la cursurile altor școli și s-a împrietenit cu diverse viitoare sau actuale vedete.
În ciuda pasiunilor ei, ea nu a neglijat educația, declarându-se "o studentă foarte tocilară care ascultă bine de adulți"

### Începutul carierei
Lee Chae-rin a audiționat pentru prima dată la vârsta de 15 ani și acceptată în YG Entertainment. În 2007 a colaborat cu BIGBANG la melodia "Intro". Tot în același an a performat pentru prima dată pe o scenă. În 2008 a fost acreditată pentru prima dată în colaborarea ei cu  Uhm Jung-hwa's la piesa acestuia, "DJ".

### Lidera trupei 2NE1
Un an mai târziu (2009) și-a luat numele de scenă CL și a devenit rapperița și lidera trupei 2NE1. Trupa a debutat oficial cu piesa "Fire" deși a colaborat mai întâi cu trupa BIGBANG la piesa "Lollipop".

## Melodii
Hot Issue (cu BigBang)-2007
DJ (cu Uhm Jung-hwa)-2008
What (cu YG Family si  DJ Wreckx)-2008
Please don't go (cu Minzy)- 2009
The Leaders (cu G-Dragon si Teddy)- 2009
Kiss (cu Dara)- 2009
The Baddest Female- 2013
Dirty Vibe (cu Skrillex, Diplo si G-Dragon)-2014
MTBD- 2014
Doctor Pepper (cu Diplo, Riff Raff si OG Maco)- 2015
Daddy (cu PSY)- 2015
Hello Bitches- 2015
Lifted- 2016
Surrender (cu Lil Yachty)- 2017
No better feelin' (My Little Ponie: The Movie) - 2017
Premii si nominalizari:
| Year | Organization             | Award                                | Work                 | Result    |
| ---- | ------------------------ | ------------------------------------ | -------------------- | --------- |
| 2013 | MNET 20's Choice Awards  | 20's Style Award                     | Herself              | Won       |
| 2013 | MNET Asian Music Awards  | Best Dance Performance – Female Solo | "The Baddest Female" | Won       |
| 2013 | MNET Asian Music Awards  | Song of the Year                     | "The Baddest Female" | Nominated |
| 2013 | MYX Philippines          | Hottest Female Star of 2013          | Herself              | Won       |
| 2013 | SBS MTV Best of the Best | Best Female Solo                     | Herself              | Nominated |
| 2014 | Seoul Music Awards       | Bonsang Awards                       | "The Baddest Female" | Nominated |
| 2014 | Seoul Music Awards       | Popularity Awards                    | "The Baddest Female" | Nominated |
| 2014 | YinYueTai V-Chart Awards | Top Female Artist (Korean)           | Herself              | Won       |
| 2014 | Style Icon Awards        | Top 10 Style Icons                   | Herself              | Nominated |